# 타이베이 101
타이베이 101은 대만 수도 타이베이에 있는 509미터(101층)의 마천루로, 2010년 1월까지 세계 최고(最高)의 고층건물이었다. 건축 설계는 리쭈위엔(李祖原)의 리쭈위엔건축사사무소(C.Y.Lee&Partners)가 1997년에 맡았으며, 일본의 쿠마가이구미(熊谷組)를 중심으로 화슝잉짜오(華熊營造), 룽민공정(榮民工程), 다유웨이잉짜오(大友為營造) 등이 참여한 컨소시엄이 시공을, 대한민국의 삼성물산 건설 부문이 내장 공사 등을 담당하였다.
완공 이전에는 타이베이 세계금융센터(Taipei World Financial Center)라는 명칭을 사용했고, 과거에는 타이베이 국제금융센터(Taipei International Financial Center)라는 명칭을 사용한 바 있다.
원래는 말레이시아의 쿠알라룸푸르에 있는 페트로나스 타워보다 3m가 낮아서 첨탑(Spire)으로 페트로나스 타워보다 더 높게 지어져 그 상태에서 개막하였다. 그러나 2007년 7월 21일 부르즈 할리파가 512.1m를 돌파하고, 2010년 1월 4일 828m로 개장됨에 따라 2번째로 높은 마천루가 되었는데, 이후 2023년 KL118 (680m), 2014년 상하이 타워(632m), 2012년 메카 알베이트 타워(601m), 2016년 선전 핑안 국제금융센터(599.1m), 2016년 서울 롯데월드타워(555m), 2013년 뉴욕 원 월드 트레이드 센터(541m), 2019년 CTF 톈진 (530.4m) 2016년 CTF 광저우(530m),  2018년 베이징 중국존(527.7m) 등 500m를 넘는 마천루들이 완공되어, 현재 세계에서 11위로 높은 빌딩이다.

## 역사
1997년 7월에 천수이볜 타이베이 시장이 타이완에서 최초로 100층이 넘는 마천루를 건설하려는 계획을 수립했다. 1999년 1월 13일에 착공하여 2002년 3월 31일에 건물이 아직 절반밖에 지어지지 않은 상태에서 근처에 규모 6.8의 지진이 발생해서 결국 크레인 2대가 붕괴되고 5명의 건설 인부가 사망하고 행인을 포함해서 수십 명이 중상을 입은 사건이 일어났다.
2003년 7월 1일에 지붕이 완성되었고 2003년 11월 14일에는 쇼핑몰이 개장하였다. 2004년 12월 31일에 정식 

## 높이

높이 비교. 부르즈 할리파, 윌리스 타워, 타이베이 101, 페트로나스 타워, 엠파이어 스테이트 빌딩.

타이베이 101은 지상 101층이다. 지하로는 5층까지 있다.
이 건물은 다음과 같은 기록을 갖고 있다.
- 건축물 높이는 509m이고, 지붕 높이는 449m, 최고층의 높이는 439m로 지상 101층 지하 5층인 건물이다.
- 지붕 높이: 449m이다. 윌리스 타워가 갖고 있던 442m의 기록을 깼다.
- 최고층 높이: 439m이다. 이 기록은 윌리스 타워가 갖고 있었다.
- 세계 최고속 엘리베이터: 16.83m/s이다. (60.4km/h에 맞먹는다.)
- 세계 최대의 신년 카운트-다운 시계 기록.

타이베이 101의 지붕은 2003년 7월 1일 완공되었고 2004년에 공사가 완료되며 같은 해 12월 31일에 문을 열었다. 마잉주 당시 타이베이 시장(市長)(전 타이완 총통)이 완공식을 주재하였고, 그가 공식적인 지붕 완공을 알리는 황금 나사 하나를 조였다. 이 건물의 첨탑은 2003년 10월 17일 세워졌다. 이 첨탑을 세움으로써 바야흐로 페트로나스 타워보다 57m 높아졌다. 타이베이 101은 세계에서 처음으로 반-킬로미터 높이를 넘긴 건물이다.
건물주를 비롯한 여러 다른 출처에서는 이 건물의 높이가 508.0m 라고 언급하고 있다. 이 높이가 나온 이유는 기저의 1.2m짜리 플랫폼 위부터 시작하여서 재었기 때문이다. 그러나 'CTBUH 표준'을 따르면 이 플랫폼의 높이가 건물 높이에 포함되어야 한다. 왜냐하면 이 플랫폼은 "바닥의 포장 도로보다 높은 곳에 위치하는, 사람이 만든 구조물" 중 하나이기 때문이다.
타이베이 내에서는 타이베이 101 다음으로는 51층짜리 244m '신 콩 라이프 타워'가 높다. 타이완 내에서는 타이베이 101 다음으로는 85층짜리 378 미터 가오슝시의 툰텍스 스카이 타워가 높다.

## 사건 및 사고
- 2018년 12월 22일 - 타이베이 101 빌딩 지하에 화재가 발생했다.[5]

## 갤러리

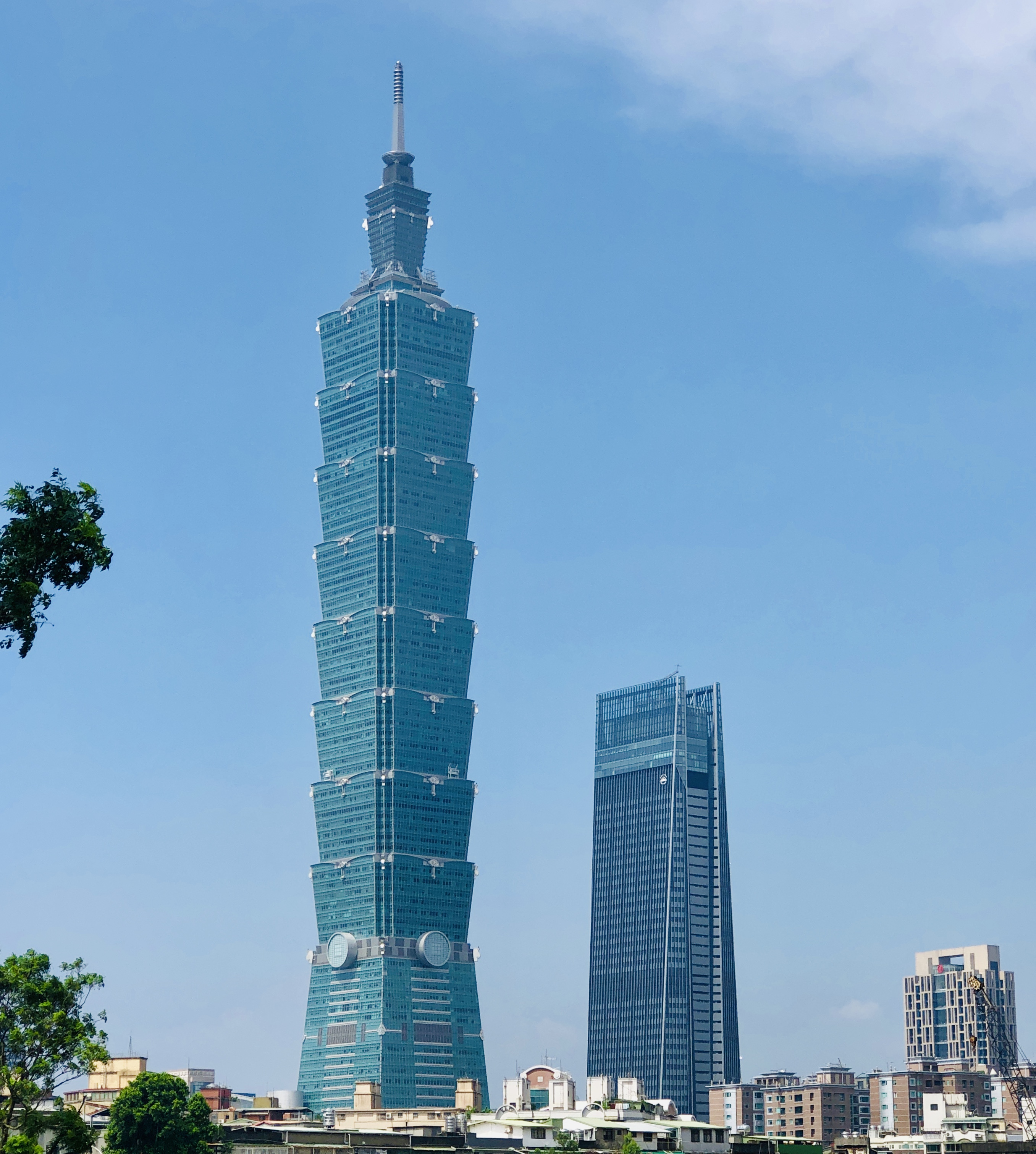
타이베이 101와 Taipei Nan Shan Plaza
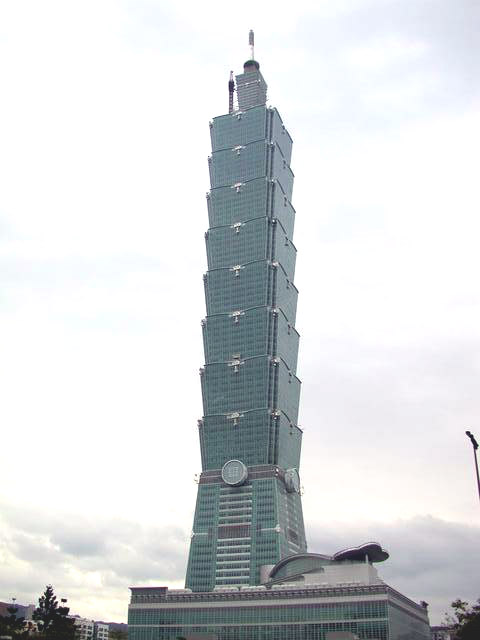
타이베이 101(2)
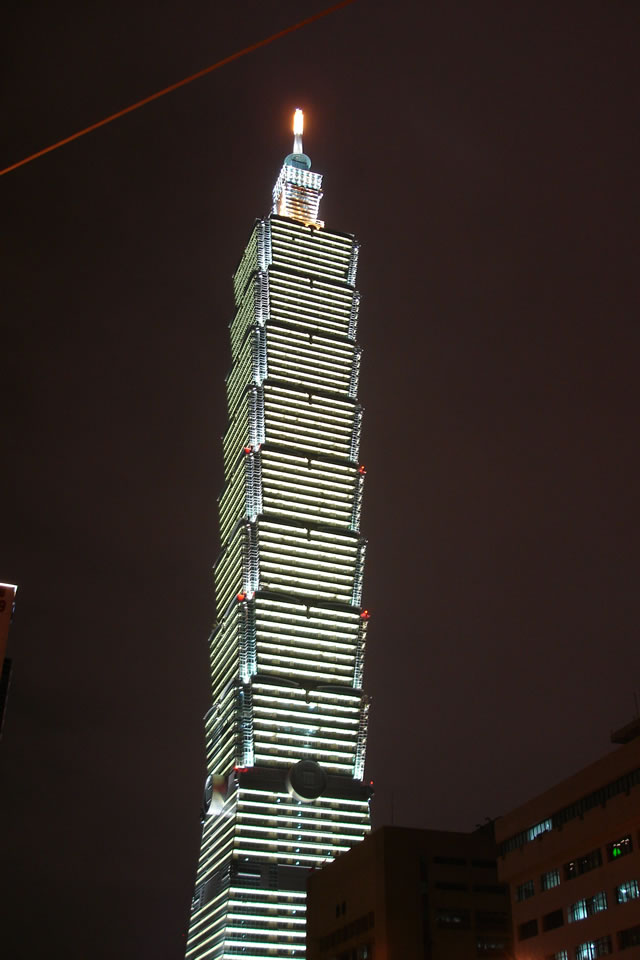
타이베이 101(3)
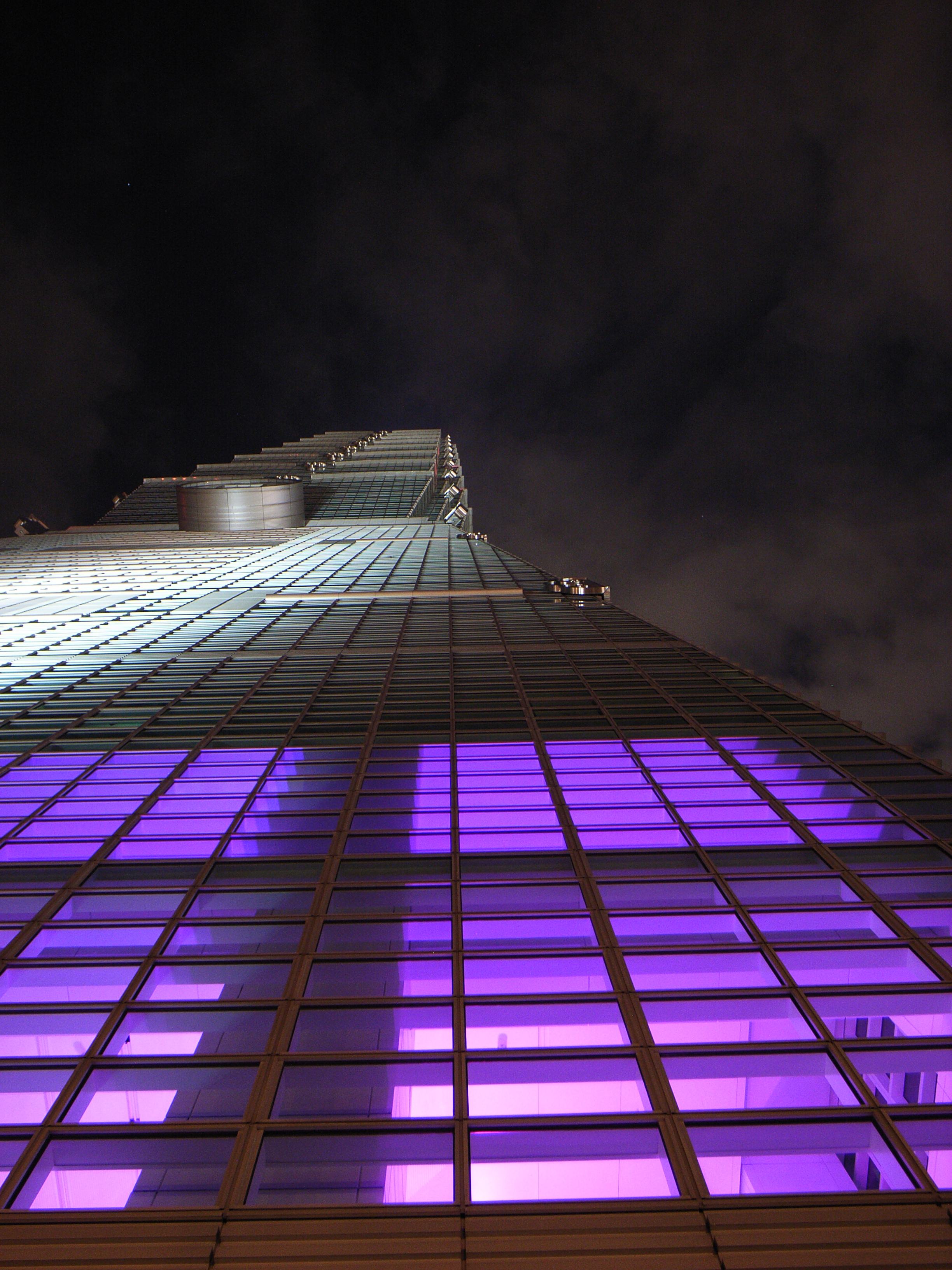
타이베이 101(4)
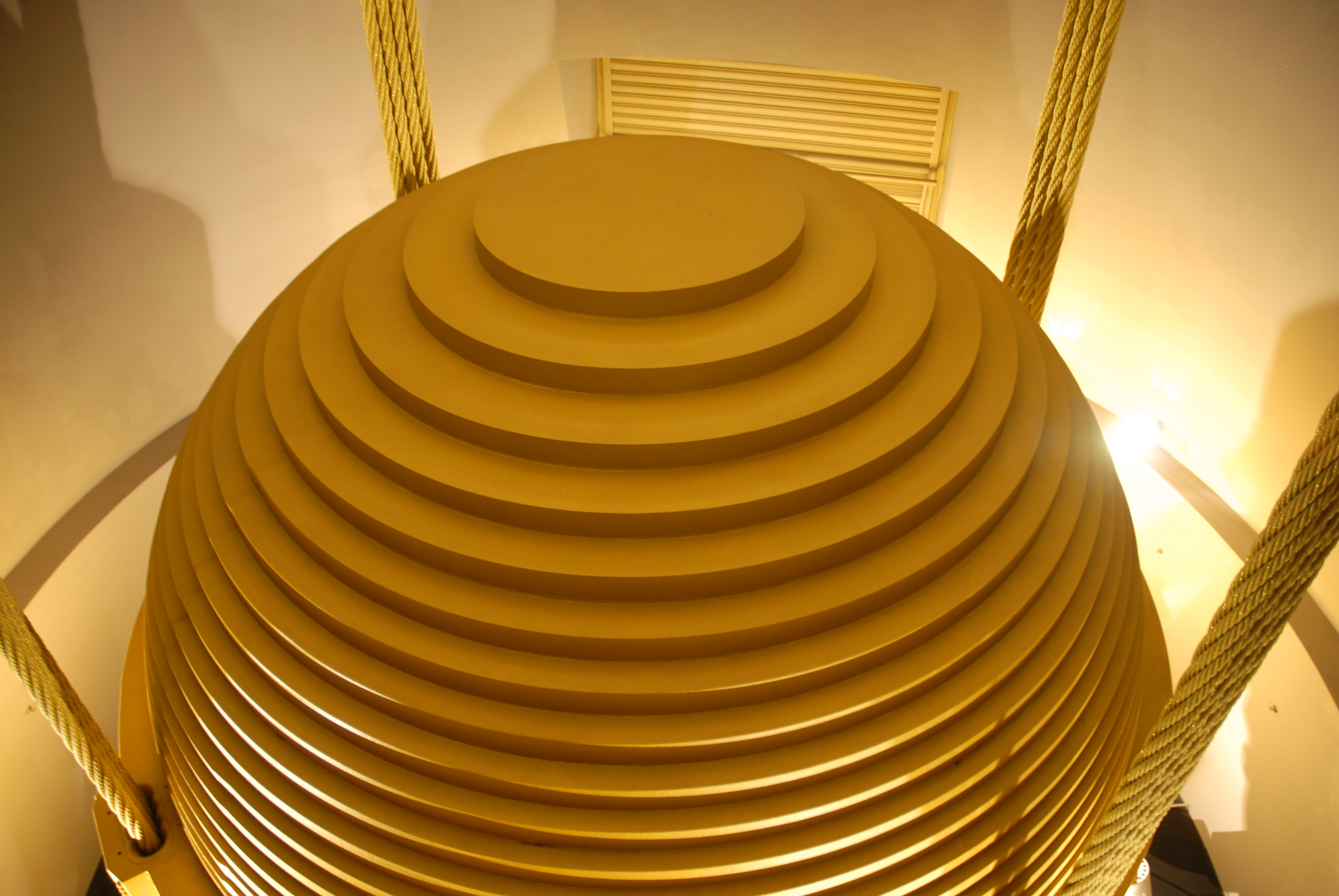
타이베이 101안에 설치된 거대한 추
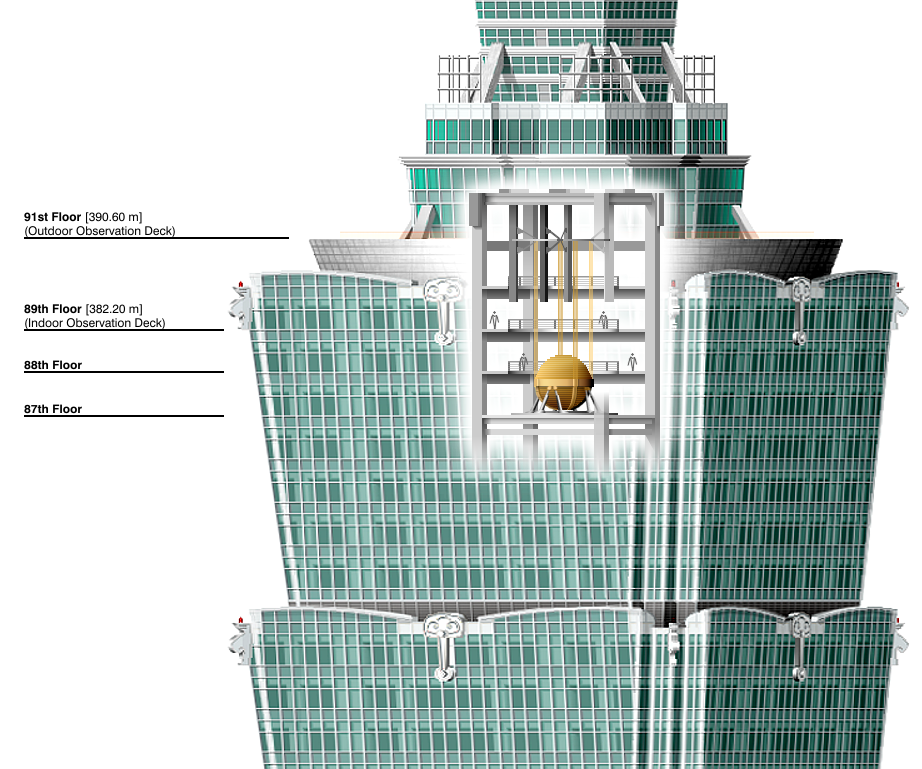
타이베이 101안에 설치된 거대한 추 구조 약 660톤
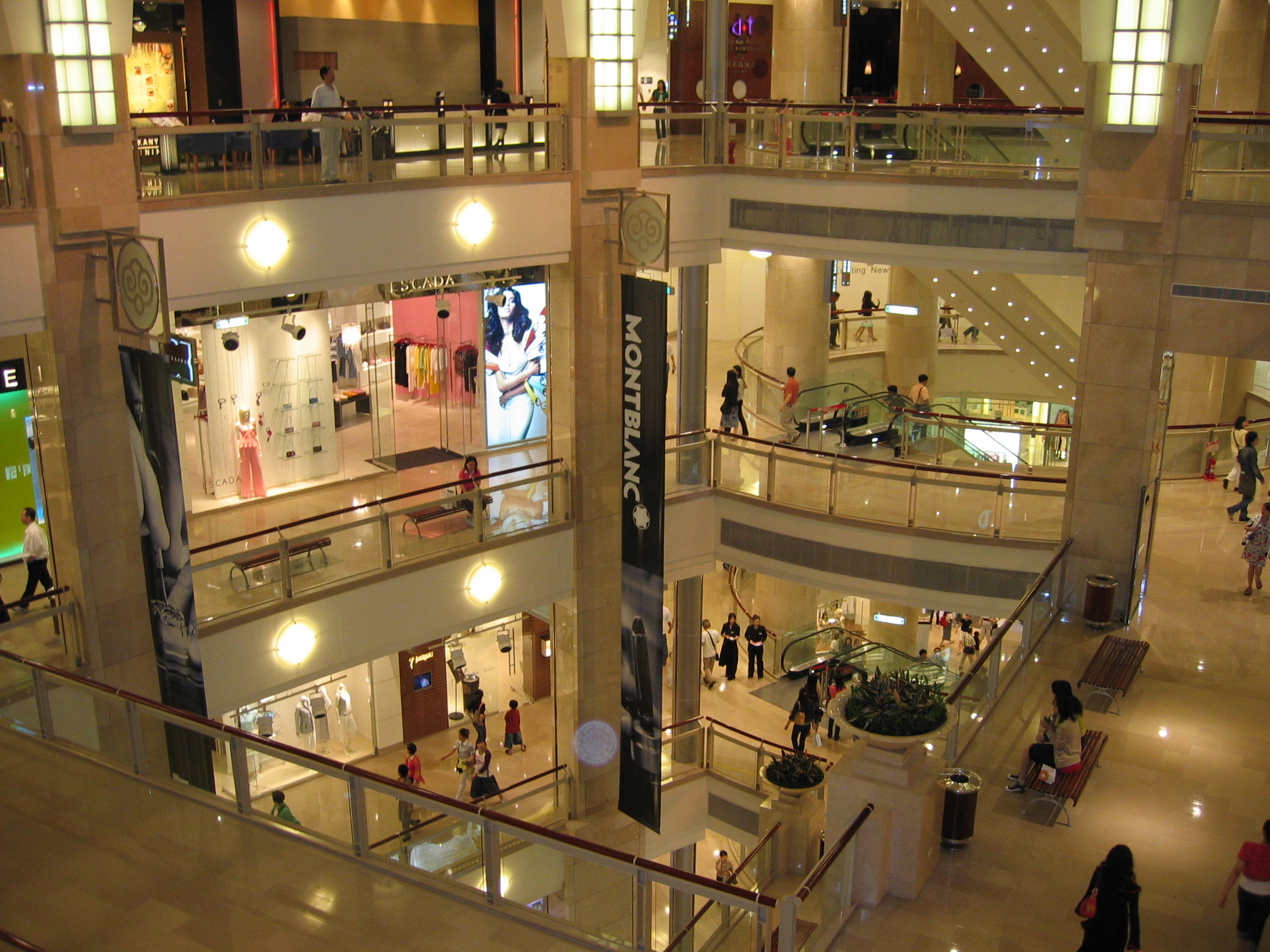
타이베이 101의 실내(1)
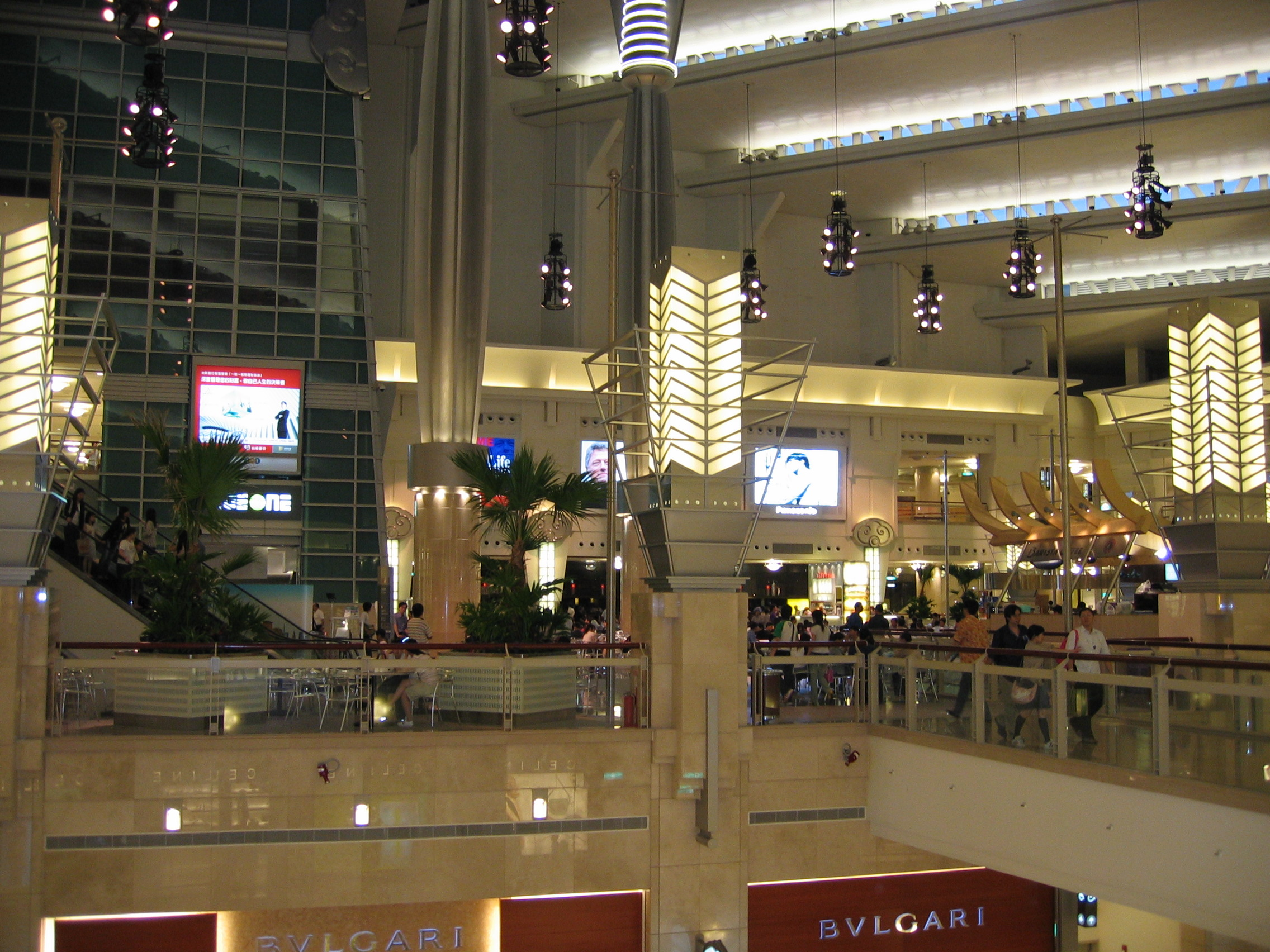
타이베이 101의 실내(2)

## 같이 보기
- 대만의 마천루 목록
- 타이베이 난산 플라자
- 타이베이